# NGC 4574
NGC 4574 (również PGC 42166) – galaktyka spiralna z poprzeczką (SBc), znajdująca się w gwiazdozbiorze Centaura. Odkrył ją John Herschel 20 kwietnia 1835 roku.